# Везендорф
Везендорф (нім. Wesendorf) — громада в Німеччині, розташована в землі Нижня Саксонія. Входить до складу району Гіфгорн. Центр об'єднання громад Везендорф.
Площа — 31,23 км2. Населення становить 5511 ос. (станом на 31 грудня 2021).

## Галерея

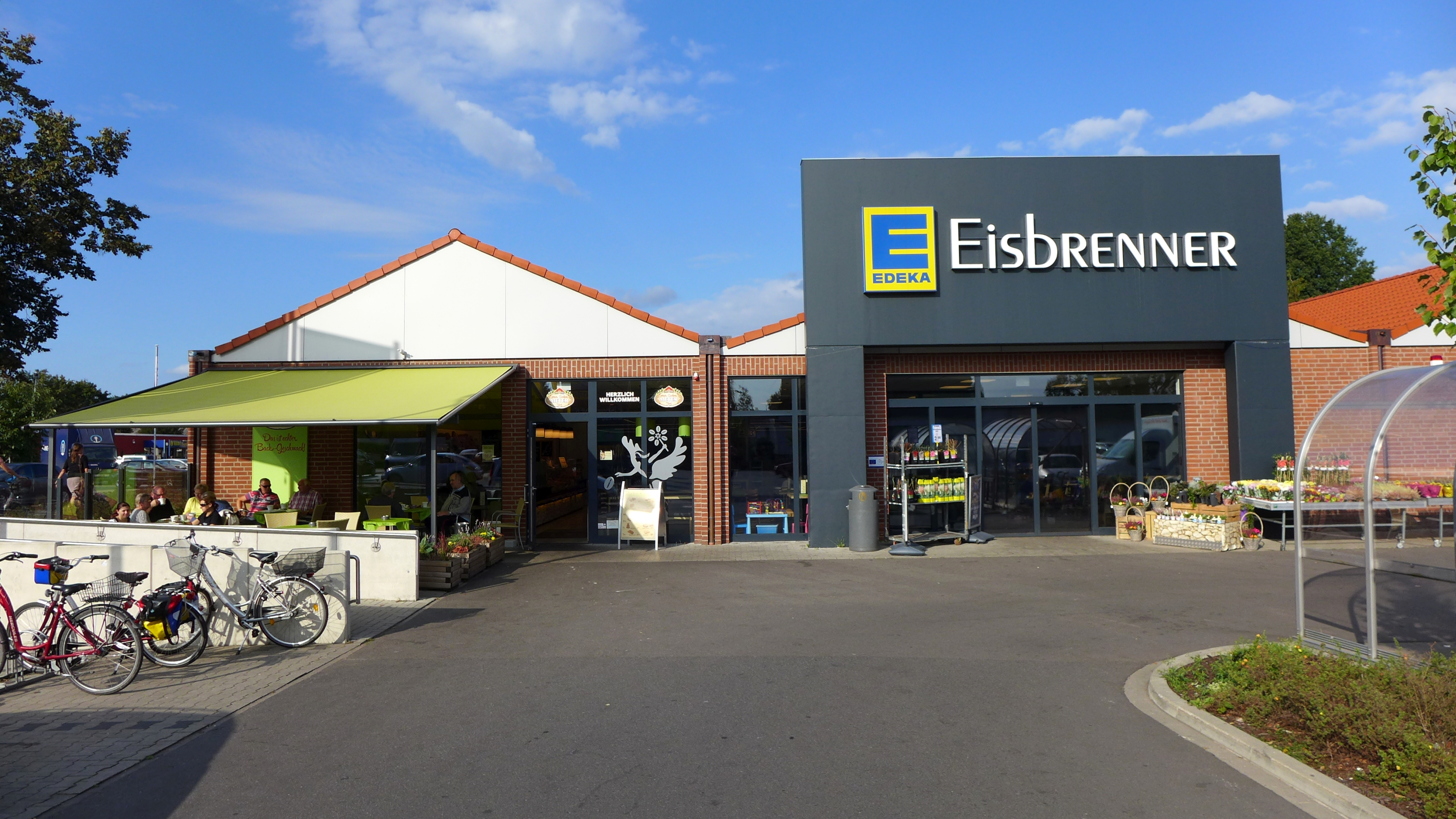